# NS-Ordensburg

Karte mit den NS-Ordensburgen (rote Punkte) und Führerstädten, Gauhauptstädten, Großplanungsgebieten

Zur Zeit des Nationalsozialismus in Deutschland wurden unter der Bezeichnung Ordensburg oder Schulungsburg zwischen 1934 und 1936 drei Ausbildungsstätten für zukünftiges Führungspersonal (Kader) der NSDAP errichtet. Die Planung oblag dem Reichsleiter Robert Ley, dem Chef der Deutschen Arbeitsfront.

## Beschreibung

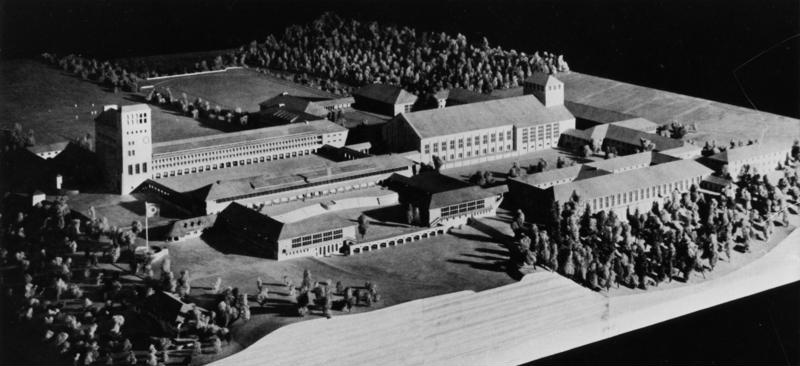
Ordensburg Sonthofen, Modell der Gesamtanlage (1934)

Bei den Ordensburgen handelte es sich um Neubauten, nicht um umfunktionierte mittelalterliche Burgen. Vages historisches Vorbild waren die mittelalterlichen Deutschordensburgen, eine Mischung aus Kaserne, Burg und Kloster.
Folgende NS-Ordensburgen wurden gebaut und in Betrieb genommen:
- NS-Ordensburg Vogelsang in der Eifel (Architekt: Clemens Klotz),
- NS-Ordensburg Krössinsee (auch Crössinsee, Architekt: Clemens Klotz) in Pommern und
- NS-Ordensburg Sonthofen im Allgäu, die heute als Generaloberst-Beck-Kaserne von der Bundeswehr genutzt wird (Architekt: Hermann Giesler).

Darüber hinaus gab es von dem Kölner Architekten Clemens Klotz weitere Planungen für nationalsozialistische Ordensburgen, die jedoch nicht verwirklicht wurden. Im Osten war eine auf dem Gelände der mittelalterlichen Ordensburg Marienburg bei Danzig geplant und eine zweite mit dem Projektnamen „Weichselburg“ bei Kazimierz Dolny im Distrikt Lublin des Generalgouvernements im besetzten Polen. Im Westen gab es Pläne für eine Burganlage an der Saarschleife bei Mettlach.

## Ausbildung der Ordensjunker

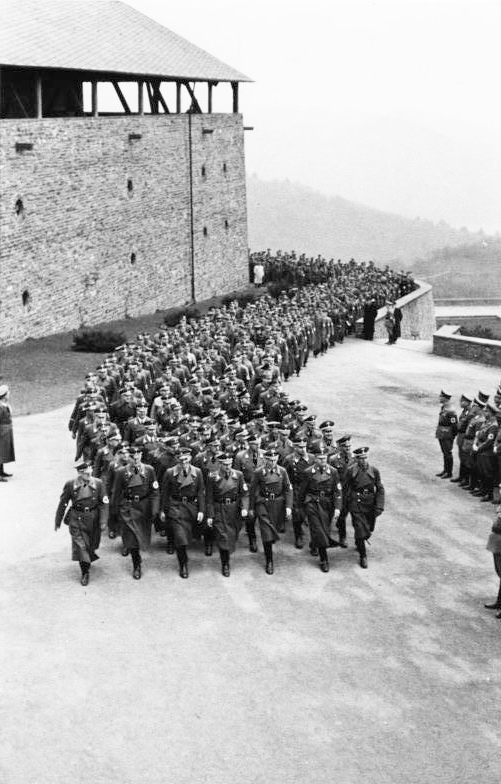
Marschierende Junker auf der Ordensburg Vogelsang (1937)

Die parteiliche Ausbildung auf den Ordensburgen sollte einem Gesamtkonzept folgen, nach dem jede Einrichtung einen Themenschwerpunkt hatte:
- Vogelsang: „Rassische Philosophie der neuen Ordnung“ (Nationalsozialistische Rassenhygiene)
- Krössinsee: Charakterliche Bildung
- Sonthofen: Verwaltungs-, Militäraufgaben und Diplomatie

Nacheinander sollten die Ordensjunker – so der Name der Lehrgangsteilnehmer – eine jeweils einjährige Ausbildung auf den drei Ordensburgen durchlaufen, angefangen auf der Burg Vogelsang und endend in der Burg Sonthofen.
Der Unterricht wurde von den dauerhaft auf der Ordensburg stationierten Stammführern durchgeführt. Ein zusammenhängender Lehrplan kam jedoch nicht zustande. Die Ausbildung war abgesehen von den genannten Themenschwerpunkten vor allem auch von militärischen und sportlichen Übungen geprägt.
Alfred Rosenberg plante darüber hinaus eine Hohe Schule der NSDAP an den Ufern des Chiemsees. Die für die Schulung zugelassenen Ordensjunker sollten sich schon in der NSDAP bewährt haben und zwischen 25 und 30 Jahren alt sein. In zunächst drei, später in viereinhalb Jahren absolvierten sie an den einzelnen Ordensburgen die Ausbildung zum Partei- bzw. Verwaltungsführer. Seit Mai 1936 wurden in Vogelsang Lehrgänge durchgeführt; dort und in Krössinsee durchliefen schätzungsweise 2000 Männer die ideologische Schulung. Ordensjunker, die nach Heinen „zu den skrupellosesten und fanatischsten“ Führern gerechnet wurden, nahmen gerade im Osten führende Stellungen in der deutschen Zivilverwaltung ein, etwa als Gebietskommissare in den Reichskommissariaten Ukraine und Ostland. In diesen Dienststellen waren die Ordensburg-Angehörigen maßgeblich an den NS-Verbrechen beteiligt, nicht zuletzt an der planmäßigen Ermordung der jüdischen Bevölkerung. Bei den Ansiedlungen volksdeutscher Umsiedler 1939 und 1940 im besetzten Polen leisteten die Ordensburgen mit Bussen logistische Unterstützung durch den Transport.

## Reichsschulungsburgen
In Anlehnung an die NS-Ordensburgen wurden auch andere Schulungszentren der DAF und der NSDAP Reichsschulungsburg oder Schulungsburg genannt (auch wenn die Häuser nichts Burgähnliches an sich hatten). Solche Reichsschulungsburgen bestanden in Saßnitz, Oberursel (der Villa Gans), Erwitte (siehe Schloss Erwitte) und Königswinter (heutiges Adam-Stegerwald-Haus). Nach dem Anschluss Österreichs wurde auch das Schloss Altkettenhof zur Reichsschulungsburg der DAF. Analoges gilt auch für die Reichsschulungsburg der deutschen Technik auf der Plassenburg in Kulmbach.

## Dokumentarfilme
- Hitlers Ordensburgen. Dokumentation, 2004, 45 Min., Buch und Regie: Peter Prestel und Rudolf Sporrer, Produktion: BR, Erstsendung: 3. Mai 2004, Inhaltsangabe (Memento vom 16. Juni 2004 im Internet Archive) vom BR
- Steinerne Dokumente des 3. Reiches. Dokumentation, 2006, 50 Min., Zeitreisen-Verlag